# Патара-Оче
Патара-Оче (груз. პატარა ოჩე) — село в Грузии, на территории Мартвильского муниципалитета края (мхаре) Самегрело-Верхняя Сванетия.

## География
Село находится в западной части Грузии, к западу от реки Техури, на расстоянии приблизительно 12 километров (по прямой) к северо-западу от города Мартвили, административного центра муниципалитета. Абсолютная высота — 324 метра над уровнем моря.

## Население
По результатам официальной переписи населения 2014 года в Патара-Оче проживал 221 человек (99 мужчин и 122 женщины). В национальной структуре населения грузины составляли 99,5 %.
| Год  | Население, человек |
| ---- | ------------------ |
| 2002 | 478                |
| 2014 | ↘ 221              |